# 羽後中里駅
羽後中里駅（うごなかさとえき）は秋田県仙北市西木町桧木内字中里にある、秋田内陸縦貫鉄道秋田内陸線の駅。

## 歴史
- 1989年（平成元年）4月1日：秋田内陸縦貫鉄道の駅として仙北郡西木村に開業[1][2]。無人駅[2]。

## 駅構造
単式ホーム1面1線を有する地上駅。無人駅で駅舎はないが待合所が設置されている。

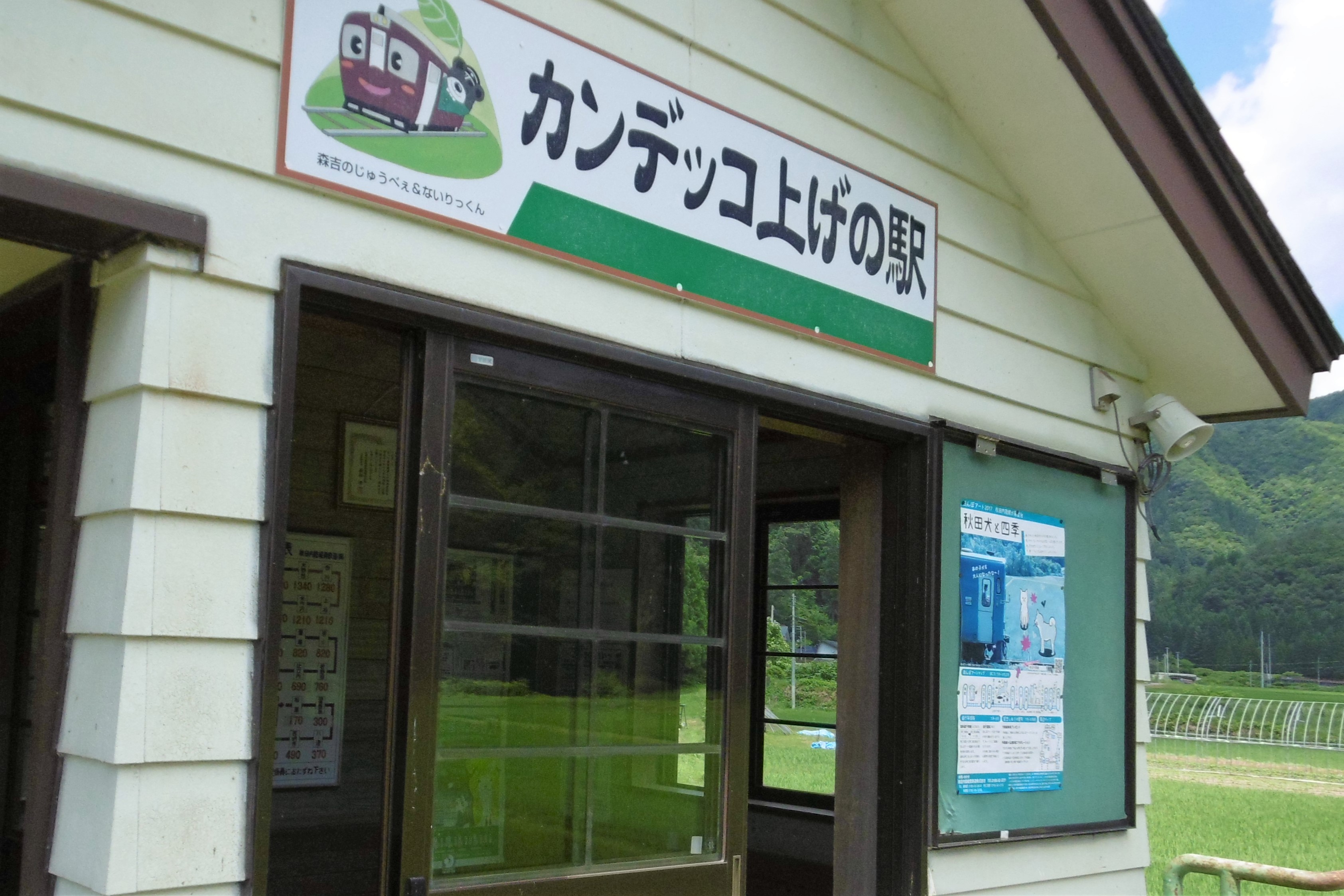
待合所には「カンデッコ上げの駅」という看板がある

## 利用状況
| 1日乗降人員推移 | 1日乗降人員推移 |
| 年度            | 1日平均人数     |
| --------------- | --------------- |
| 2016年          | 3               |
| 2017年          | 5               |
| 2018年          | 3               |

## 駅周辺
駅の西側を国道105号が南北に通っており、駅付近にある塞ノ神堂では旧暦の1月15日に「中里のカンデッコあげ」という神事（小正月行事）が執り行われる。
- 塞ノ神堂

## 隣の駅
秋田内陸縦貫鉄道
■秋田内陸線
□快速（下り列車のみ停車）・■普通
左通駅 - 羽後中里駅 - 松葉駅